# Biblioteca Pública de Heredia

## Sinopsis
La Biblioteca pública de Heredia está adscrita al Sistema Nacional de Bibliotecas (SINABI), ente que se encarga de la regulación de las bibliotecas públicas en Costa Rica, por lo cual está dirigida a toda la población de la comunidad ofreciendo servicios documentales y programas que facilitan la participación de los usuarios como el fomento de la lectura.

## Biblioteca Pública Dr. Marco Tulio Salazar
La Biblioteca Pública de Heredia se creó durante la administración del presidente José Joaquín Rodríguez Zeledón (1891-1894) e inició sus servicios con 628 libros donados por el gobierno y la comunidad; sin embargo, fue clausurada en 1891. En el año de 1906 de abre nuevamente, a cargo de Aquileo J. Echeverría Premio Magón Costarricense y se clausura en 1917 a causa de la dictadura de los hermanos Tinoco, ya que no se le concedió importancia a los centros documentales que operaban en el país. 
Posteriormente, la biblioteca fue abierta y se ubicó en varios lugares de Heredia y para el 27 de julio de 1988 que se inaugura en el edificio que ocupa en la actualidad. 
En mayo de 1995 se asignó con el nombre del ilustre herediano Dr. Marco Tulio Salazar Salaza, quien fue colaborador y fundador de la Asociación de Amigos de la Biblioteca. 
- Misión

La misión de la Biblioteca Pública de Heredia Marco Tulio Salazar consiste en propiciar un desarrollo social y cultural para el fortalecimiento de una sociedad democrática y pluralista; promoviendo el conocimiento, la educación, la cultura, la recreación y la difusión de la memoria local y nacional, mediante el acceso a recursos, servicios y tecnologías de la información y comunicación.
- Visión

Promover la extensión cultural que garantiza la recreación y los programas que promuevan la lectura, así como incentivar la investigación, la innovación, la creatividad y la difusión de la cultura nacional.

## Colección
El acervo bibliográfico para beneficio de la comunidad herediana y usuarios en general, está conformado por 17.324 documentos en la colección general, obras de referencia y tesis;  268 materiales audiovisuales y digitales; 191 títulos de publicaciones seriadas; 27 periódicos de la Provincia de Heredia; 54 mapas y bases de datos:
- Colección bibliográfica sobre  Heredia: constituyen más de 70 documentos acerca de la Provincia, como la historia de los cantones, tradiciones, artes culinarias y de la cultura.
- Memoria local: abarca una selección de artículos sobre temas específicos  de Heredia, biografías heredianas y otros.
- Libros en formato braille: conformado por libros en braille para personas con discapacidad visual.
- Periódicos nacionales: se ofrece la disponibilidad de los principales periódicos costarricenses
- Base de datos bibliográfica: la base contiene 17.500 documentos de la colección general, obras de referencia y tesis.  Además se ofrece el programa JAWS (software) en beneficio de personas con necesidades especiales con visión reducida.
- Material audiovisual: como Películas, audiolibros, documentales y otros, en disco compacto.

### Servicios
Vinculado a las colecciones descritas, se ofrecen los servicios de:
- Sección de Referencia: Comprende la colección de Diccionarios, Enciclopedias, Anuarios y otras Obras de referencia
- Sección de Hemeroteca: Abarcan las revistas científicas, educativas, Culturales, Salud, juegos y otras.
- Sección de Mapoteca:  Constituyen mapas costarricenses, mundiales, entre otros.
- Sección de sala infantil: Colección de libros de cuentos, revistas, enciclopedias para niños de diferentes edades.
- Sección de ludoteca: Inicia 12 de julio de 2002 como un espacio para la población infantil de 0 a 6 años, con materiales adecuados para infantes de esa edad. Esta sección de la biblioteca se encuentra en un vagón de tren, localizado a un costado del edificio principal y se realizan actividades de entretenimiento como juegos para la población infantil.
- Servicio de alerta: mediante el correo electrónico o redes sociales, se difunden actividades a los usuarios previamente inscritos
- Préstamo de libros a sala y a domicilio: para la lectura de los recursos documentales
- Préstamo interbibliotecario:  que permite intercambiar o compartir libros con otras Bibliotecas
- Formación de usuarios: Capacitación para el uso de la biblioteca y el portal del Sistema Nacional de Bibliotecas (SINABI).
- Computadoras, internet local e inalámbrico: se prestan en forma gratuita computadoras con acceso a Internet.
- Exposiciones, recomendaciones y guías bibliográficas: se exponen artes plásticas, fotografías, nuevas adquisiciones documentales
- Trueque: intercambio de libros en buen estado entre la biblioteca y los usuarios.
- Visitas guiadas: para grupos organizados de personas que deseen conocer la biblioteca, así como sus servicios.

### Programas
Dirigido a todos los sectores y grupos diversos de la población para los programas de fomento a la lectura.
- Soy bebé y me gusta leer  para niñas y niños de 0 a 5 años
- Arco iris de lectura para niños y niñas de 3 a 12 años
- Pura vida: jóvenes a leer para adolescentes
- Huellas de Oro: enfocado para Adultos mayores
- Programa de alfabetización informacional: comprenden cursos de computación para personas adultas y Adultos mayores en diferentes niveles.